# Zoran Dimitrijević
Pour les articles homonymes, voir Dimitrijević.
Zoran Dimitrijević, né le 28 août 1962 à Belgrade et mort le 13 septembre 2022 à La Chapelle-sur-Erdre, est un joueur de football professionnel serbe (yougoslave à l'époque) évoluant au poste de milieu. Il fut l'une des fiertés du FK Partizan Belgrade et du Dinamo Zagreb avant de finir sa carrière professionnelle en France, successivement à Dijon, Valence et Brive. 
Il est le père de Miloš Dimitrijević, joueur professionnel à l'Étoile Rouge Belgrade.